# Воллонг, Эрнст
Эрнст Воллонг (нем. Ernst Wollong; 5 марта 1885, Гейдельберг — 1 мая 1944) — немецкий дирижёр.
Оставшись сиротой в 1902 году, поступил в учительскую семинарию в Гютерсло, окончив её в 1905 году со специализацией в хоровом дирижировании и игре на органе. Затем частным образом учился в Штутгарте у Карла Бутчардта, некоторое время работал здесь же как органист и репетитор Штутгартской оперы.
В 1910 году обосновался в Рудольштадте как учитель музыки. Руководил городской певческой академией. В 1920-е гг. работал с Рудольштадтской капеллой как дирижёр, основал серию «исторических концертов» в замке Хайдексбург. Занимался изучением истории местной музыкальной жизни, опубликовал биографические очерки об Альберте Метфесселе, одном из ранних руководителей капеллы Филиппе Генрихе Эрлебахе. В 1935 году, после более чем 100-летнего перерыва, исполнил мессу ля-бемоль мажор ещё одного рудольштадтского музыканта, Макса Эбервайна. В 1940 году, сообразуясь с требованиями национал-социалистической культурной политики, переработал ораторию Георга Фридриха Генделя «Иуда Маккавей», изменив её название на «Ораторию свободы» (нем. Freiheitsoratorium), а имена действующих лиц заменив на нейтральные в национальном отношении.
Сын Эрнста Воллонга Ханс Людвиг Воллонг (род. 1921) — заметный в ГДР музыкальный педагог, директор одной из берлинских музыкальных школ, лауреат берлинской городской Премии имени Гёте.